# Ahmed Gaid Salah
Ahmed Gaid Salah (àrab: أحمد قايد صالح, Aḥmad Qāyd Ṣāliḥ) (Batna, 13 de gener de 1940 – Alger, 23 de desembre de 2019) fou un militar algerià, principal líder de l'Exèrcit Nacional Popular Algerià. El 2004 fou nomenat pel president Abdelaziz Bouteflika com a cap de gabinet de l'exèrcit. El 15 de setembre de 2013 fou nomenat viceministre de Defensa. L'any fou ascendit al rang de general. Estigué casat i tingué set fills.

## Trajectòria
El 26 de març de 2019, després de mesos d'incessants protestes anti-Bouteflika, obligà a dimitir al president Bouteflika. El president lliurà la seva dimissió sota una intensa pressió pública després d'haver anunciat que buscava la reelecció per a un cinquè mandat. Més tard, en un esforç per alleugerir la tensió pública, el general ordenà la detenció del germà i conseller del president, Said Bouteflika, al·legant que estava conspirant amb dos antics caps d'intel·ligència, el general retirat Toufik Mediene i el general Tartag, per a fer canvis en el lideratge de les forces armades, inclosa la retirada del mateix Gaid Salah en la posició de superioritat.
En un esforç per a eliminar l'oposició, ordenà l'arrest de dos ex-primers ministres, així com d'altres ex-ministres i diversos líders empresarials, que foren propers al conseller presidencial, Said Bouteflika. En aquells moments, les seves accions li donaren molt reconeixement i suport públic. L'activitat anticorrupció iniciada el segon trimestre del 2019 fou utilitzada pel moviment anti-governamental algerià com a oportunitat per a exigir als militars que lliuressin el poder a un govern civil, demanda que fou rebutjada pel general Gaid Salah. En canvi, afirmà que només unes eleccions presidencials podrien treure el país de la crisi política en la que es trobava.
El matí del 23 de desembre de 2019 patí un infart miocardíac i fou traslladat a l'Hospital militar d'Aïn Naadja, a Alger, on morí poques hores després als 79 anys. La seva última aparició pública fou quatre dies abans quan va rebé l'Orde Nacional del Mèrit algerià del president Abdelmadjid Tebboune.